# Trichonta amica
Trichonta amica är en tvåvingeart som beskrevs av Gagne 1981. Trichonta amica ingår i släktet Trichonta och familjen svampmyggor.
Artens utbredningsområde är Québec. Inga underarter finns listade i Catalogue of Life.